# Чемпіонат Болгарії з футболу 1936
Державний чемпіонат Болгарії 1936 — 12-й сезон найвищого рівня футбольних змагань Болгарії. Чемпіоном втретє стала Славія.

## Перший раунд
| Команда 1             | Рахунок | Команда 2                 |
| --------------------- | ------- | ------------------------- |
| Вікторія 23 (Видин)   | 4:2     | Победа 26 (Плевен)        |
| Левські (Русе)        | 3:0     | Панайот Волов (Шумен)     |
| Кракра (Перник)       | 2:1     | Хаджи Славчев (Павликени) |
| Георгі Дражев (Ямбол) | 8:0     | Хеброс (Харманли)         |

## 1/4 фіналу
| Команда 1             | Рахунок | Команда 2        |
| --------------------- | ------- | ---------------- |
| Вікторія 23 (Видин)   | 1:6     | Славія (Софія)   |
| Левські (Русе)        | 0:1     | Кракра (Перник)  |
| Георгі Дражев (Ямбол) | 1:0     | Ботев (Пловдив)  |
| Тича (Варна)          | 1:0     | Левські (Бургас) |

## 1/2 фіналу
| Команда 1      | Рахунок | Команда 2             |
| -------------- | ------- | --------------------- |
| Славія (Софія) | 6:0     | Георгі Дражев (Ямбол) |
| Тича (Варна)   | 1:0     | Кракра (Перник)       |

## Фінал
| Команда 1      | Рахунок | Команда 2    |
| -------------- | ------- | ------------ |
| 18 жовтня 1936 |         |              |
| Славія (Софія) | 2:0     | Тича (Варна) |